# ایساو (دهانه)
ایساو یک دهانه برخوردی در ماه‌ است.

## دهانه‌های اقماری
این دهانه ۱ دهانه اقماری دارد.
| Isaev | عرض جغرافیایی | طول جغرافیایی | قطر          |
| ----- | ------------- | ------------- | ------------ |
| N     | ۱۸.۷° S       | ۱۴۷.۳° E      | ۲۴.۰ کیلومتر |